# Морро-Дмитриев
Морро-Дмитриев (настоящее имя — Серге́й Ива́нович Дми́триев; 1882, Москва, Российская империя — 1938) — российский гиревик, российский и советский тренер, художник.

## Биография
Родился и жил в Москве.

### Гиревой спорт
Один из самых известных гиревиков дореволюционной России; Георг Гаккеншмидт назвал его «основателем московской школы тяжелой атлетики». До революции 1917 года был профессиональным тренером, руководил тяжелоатлетическим кружком в открытой им «Арене физической культуры»; после революции на общественных началах тренировал в пролетарских тяжелоатлетических кружках. Среди его воспитанников — известные атлеты того времени Александр Бухаров и Пётр Крылов.

### Художник
Художник-ювелир. По его эскизам были изготовлены дипломы и медали-жетоны чемпионов Всесоюзной спартакиады 1928 года и ряда других всесоюзных соревнований.